# The Friedmans
The Friedmans (engelska: Capturing the Friedmans) är en amerikansk dokumentärfilm från 2003 i regi av Andrew Jarecki.

## Handling
Familjen Friedman var en medelklassfamilj där fadern och sonen anklagades för att ha begått övergrepp mot barn.